# Torneo de Metz 2022
El Moselle Open 2022 fue un torneo de tenis perteneciente al ATP Tour 2022 en la categoría ATP Tour 250. El torneo tuvo lugar en la ciudad de Metz (Francia) desde el 19 hasta el 25 de septiembre de 2022 sobre canchas duras.

## Distribución de puntos
| Modalidad            | Campeón | Finalista | Semifinales | Cuartos de final | 2ª ronda | 1ª ronda | Clasificados | 2ª ronda de clasificación | 1ª ronda de clasificación |
| Individual masculino | 250     | 165       | 100         | 50               | 25       | 0        | 13           | 7                         | 0                         |
| Dobles masculino     | 250     | 150       | 90          | 45               | 20       | 0        | -            | -                         | -                         |

## Cabezas de serie

### Individuales masculino
| Tenista              | Ranking | Preclasificado |
| Daniil Medvédev      | 4       | 1              |
| Hubert Hurkacz       | 10      | 2              |
| Lorenzo Musetti      | 30      | 3              |
| Holger Rune          | 31      | 4              |
| Nikoloz Basilashvili | 36      | 5              |
| Aslán Karatsev       | 39      | 6              |
| Aleksandr Búblik     | 44      | 7              |
| Adrian Mannarino     | 47      | 8              |

- Ranking del 12 de septiembre de 2022.[2]

### Dobles masculino
| Tenista                              | Ranking | Preclasificados |
| Tim Puetz Michael Venus              | 15      | 1               |
| Lloyd Glasspool Harri Heliövaara     | 39      | 2               |
| Nicolas Mahut Édouard Roger-Vasselin | 74      | 3               |
| Rafael Matos David Vega Hernández    | 76      | 4               |

## Campeones

### Individual masculino
Lorenzo Sonego venció a  Aleksandr Búblik por 7-6(7-3), 6-2

### Dobles masculino
Hugo Nys /  Jan Zieliński vencieron a  Lloyd Glasspool /  Harri Heliövaara por 7-6(7-5), 6-4